# Elle (film)
Elle (ve francouzštině „ona“) je mezinárodní psychologický thriller z roku 2016. Režie se ujal Paul Verhoeven a scénáře David Birke, který se inspirován románem Oh… od Philippeho Djiana, který získal literární ocenění Prix Interallié. Isabelle Huppertová ve snímku hraje Michèle Lablanc, která je znásilněna ve svém domově a plánuje pomstu. Je to první film režiséra Verhoevena od filmu Černá kniha z roku 2006 a první film ve francouzštině.
Film měl premiéru na Filmovém festival v Cannes, kde získal úspěch od kritiků. V České republice nebyl uveden do kin. Elle získal ocenění Zlatý glóbus a Critics' Choice Movie Award za nejlepší cizojazyčný film. Rovněž obdržel Césara pro nejlepší film a cenu Goya za nejlepší evropský snímek. Isabelle Huppertová pak za roli získala Zlatý glóbus za nejlepší herečku v dramatickém filmu, Césara pro nejlepší herečku a další ocenění kritiků.

## Obsazení
| Isabelle Huppertová | Michèle Leblanc |
| Christian Berkel    | Robert          |
| Anne Consigny       | Anna            |
| Virginie Efira      | Rebecca         |
| Laurent Lafitte     | Patrick         |
| Charles Berling     | Richard         |
| Alice Isaazová      | Josie           |
| Judith Magre        | Irène Leblanc   |
| Vimala Pons         | Hélène          |
| Jonas Bloquet       | Vincent         |
| Lucas Prisor        | Kurt            |
| Raphaël Lenglet     | Ralph           |

## Přijetí

### Recenze
Film získal pozitivní recenze od kritiků. Na recenzní stránce Rotten Tomatoes získal ze 117 započtených recenzí 88 procent s průměrným ratingem 8 bodů z deseti. Na serveru Metacritic snímek získal z 33 recenzí 89 bodů ze sta. Na Česko-Slovenské filmové databázi snímek získal 74%. Na premiéře v Cannes film získal sedmiminutový potlesk ve stoje.

### Ocenění
| Ocenění                                       | Datum ceremoniálu  | Kategorie                        | Nominovaný                  | Výsledek  |
| --------------------------------------------- | ------------------ | -------------------------------- | --------------------------- | --------- |
| AACTA International Awards                    | 8. ledna 2017      | Nejlepší herečka                 | Isabelle Huppertová         | nominace  |
| AARP Annual Movies for Grownups Awards        | 6. února 2017      | Nejlepší herečka                 | Isabelle Huppertová         | nominace  |
| AARP Annual Movies for Grownups Awards        | 6. února 2017      | Nejlepší cizojazyčný film        | Elle                        | vítězství |
| Alliance of Women Film Journalists            | 21. prosince 2016  | Nejlepší cizojazyčný film        | Elle                        | nominace  |
| Alliance of Women Film Journalists            | 21. prosince 2016  | Nejlepší herečka                 | Isabelle Huppertová         | nominace  |
| Alliance of Women Film Journalists            | 21. prosince 2016  | Herečka vzdorující stárnutí      | Isabelle Huppertová         | vítězství |
| Alliance of Women Film Journalists            | 21. prosince 2016  | Nejodvážnější film               | Isabelle Huppertová         | vítězství |
| Austin Film Critics Association               | 28. prosince 2016  | Nejlepší film                    | Elle                        | 6. místo  |
| Austin Film Critics Association               | 28. prosince 2016  | Nejlepší herečka                 | Isabelle Huppertová         | vítězství |
| Austin Film Critics Association               | 28. prosince 2016  | Nejlepší cizojazyčný film        | Elle                        | nominace  |
| Boston Online Film Critics Association        | 10. prosince 2016  | Nejlepších deset filmů roku      | Elle                        | 10. místo |
| Boston Online Film Critics Association        | 10. prosince 2016  | Nejlepší herečka                 | Isabelle Huppertová         | vítězství |
| Boston Society of Film Critics                | 11. prosince 2016  | Nejlepší herečka                 | Isabelle Huppertová         | vítězství |
| Filmový festival v Cannes                     | 22. května 2016    | Palme d'Or                       | Paul Verhoeven              | nominace  |
| Chicago Film Critics Association              | 15. prosince 2016  | Nejlepší herečka                 | Isabelle Huppertová         | nominace  |
| Chicago Film Critics Association              | 15. prosince 2016  | Nejlepší adaptovaný scénář       | David Birke                 | nominace  |
| Chicago Film Critics Association              | 15. prosince 2016  | Nejlepší cizojazyčný film        | Elle                        | nominace  |
| Critics' Choice Movie Awards                  | 11. prosince 2016  | Nejlepší cizojazyčný film        | Elle                        | vítězství |
| Critics' Choice Movie Awards                  | 11. prosince 2016  | Nejlepší herečka                 | Isabelle Huppertová         | nominace  |
| European Film Awards                          | 10. prosince 2016  | Nejlepší film                    | Elle                        | nominace  |
| European Film Awards                          | 10. prosince 2016  | Nejlepší režisér                 | Paul Verhoeven              | nominace  |
| European Film Awards                          | 10. prosince 2016  | Nejlepší herečka                 | Isabelle Huppertová         | nominace  |
| Florida Film Critics Circle                   | 23. prosince 2016  | Nejlepší herečka                 | Isabelle Huppertová         | vítězství |
| Florida Film Critics Circle                   | 23. prosince 2016  | Nejlepší cizojazyčný film        | Elle                        | vítězství |
| Globes de Cristal Award                       | 30. ledna 2017     | Nejlepší herečka                 | Isabelle Huppertová         | vítězství |
| Zlatý glóbus                                  | 8. ledna 2017      | Nejlepší herečka – drama         | Isabelle Huppertová         | vítězství |
| Zlatý glóbus                                  | 8. ledna 2017      | Nejlepší cizojazyčný film        | Elle                        | vítězství |
| Gotham Awards                                 | 28. listopadu 2016 | Nejlepší herečka                 | Isabelle Huppertová         | vítězství |
| Goya                                          | 4. února 2017      | Nejlepší evropský film           | Elle                        | vítězství |
| Houston Film Critics Society                  | 6. ledna 2017      | Nejlepší herečka                 | Isabelle Huppertová         | nominace  |
| Houston Film Critics Society                  | 6. ledna 2017      | Nejlepší cizojazyčný film        | Elle                        | nominace  |
| Independent Spirit Awards                     | 25. února 2017     | Nejlepší herečka                 | Isabelle Huppertová         | vítězství |
| IndieWire Critics Poll                        | 19. prosince 2016  | Nejlepší herečka                 | Isabelle Huppertová         | vítězství |
| IndieWire Critics Poll                        | 19. prosince 2016  | Nejlepší režisér                 | Paul Verhoeven              | 9. místo  |
| Los Angeles Film Critics Association          | 4. prosince 2016   | Nejlepší herečka                 | Isabelle Huppertová         | vítězství |
| London Film Festival                          | 15. října 2016     | Nejlepší film                    | Elle                        | nominace  |
| London Critics' Circle Film                   | 28. ledna 2018     | Nejlepší herečka v hlavní roli   | Isabelle Huppert            | nominace  |
| London Critics' Circle Film                   | 28. ledna 2018     | Nejlepší cizojazyčný film        | Elle                        | vítězství |
| Lumières Award                                | 30. ledna 2017     | Nejlepší film                    | Elle                        | vítězství |
| Lumières Award                                | 30. ledna 2017     | Nejlepší režisér                 | Paul Verhoeven              | vítězství |
| Lumières Award                                | 30. ledna 2017     | Nejlepší herečka                 | Isabelle Huppertová         | vítězství |
| Lumières Award                                | 30. ledna 2017     | Nejlepší scénář                  | David Birke                 | nominace  |
| National Board of Review                      | 29. listopadu 2016 | 5 nejlepších cizojazyčných filmů | Elle                        | vítězství |
| National Society of Film Critics              | 7. ledna 2017      | Nejlepší herečka                 | Isabelle Huppertová         | vítězství |
| National Society of Film Critics              | 7. ledna 2017      | Nejlepší cizojazyčný film        | Elle                        | 3. místo  |
| New York Film Critics Circle                  | 1. prosince 2016   | Nejlepší herečka                 | Isabelle Huppertová         | vítězství |
| New York Film Critics Online                  | 11. prosince 2016  | Nejlepší herečka                 | Isabelle Huppertová         | vítězství |
| Online Film Critics Society                   | 3. ledna 2017      | Nejlepší herečka                 | Isabelle Huppertová         | nominace  |
| Online Film Critics Society                   | 3. ledna 2017      | Nejlepší adaptovaný scénář       | David Birke, Philippe Djian | nominace  |
| Online Film Critics Society                   | 3. ledna 2017      | Nejlepší cizojazyčný film        | Elle                        | nominace  |
| San Francisco Film Critics Circle             | 11. prosince 2016  | Nejlepší herečka                 | Isabelle Huppertová         | vítězství |
| San Francisco Film Critics Circle             | 11. prosince 2016  | Nejlepší adaptovaný scénář       | David Birke                 | nominace  |
| San Francisco Film Critics Circle             | 11. prosince 2016  | Nejlepší cizojazyčný film        | Elle                        | nominace  |
| Santa Barbara International Film Festival     | 8. února 2017      | Ocenění Montecito                | Isabelle Huppertová         | vítězství |
| Satellite Awards                              | 19. února 2017     | Nejlepší herečka                 | Isabelle Huppertová         | vítězství |
| Satellite Awards                              | 19. února 2017     | Nejlepší cizojazyčný film        | Elle                        | nominace  |
| St. Louis Gateway Film Critics Association    | 18. prosince 2016  | Nejlepší herečka                 | Isabelle Huppertová         | vítězství |
| St. Louis Gateway Film Critics Association    | 18. prosince 2016  | Nejlepší cizojazyčný film        | Elle                        | vítězství |
| Toronto Film Critics Association              | 11. prosince 2016  | Nejlepší herečka                 | Isabelle Huppertová         | 2. místo  |
| Toronto Film Critics Association              | 11. prosince 2016  | Nejlepší cizojazyčný film        | Elle                        | 2. místo  |
| Vancouver Film Critics Circle                 | 20. prosince 2016  | Nejlepší herečka                 | Isabelle Huppertová         | 2. místo  |
| Vancouver Film Critics Circle                 | 20. prosince 2016  | Nejlepší cizojazyčný film        | Elle                        | nominace  |
| Village Voice Film Poll                       | 21. prosince 2016  | Nejlepší herečka                 | Isabelle Huppertová         | vítězství |
| Washington D.C. Area Film Critics Association | 5. prosince 2016   | Nejlepší cizojazyčný film        | Elle                        | vítězství |

## Galerie

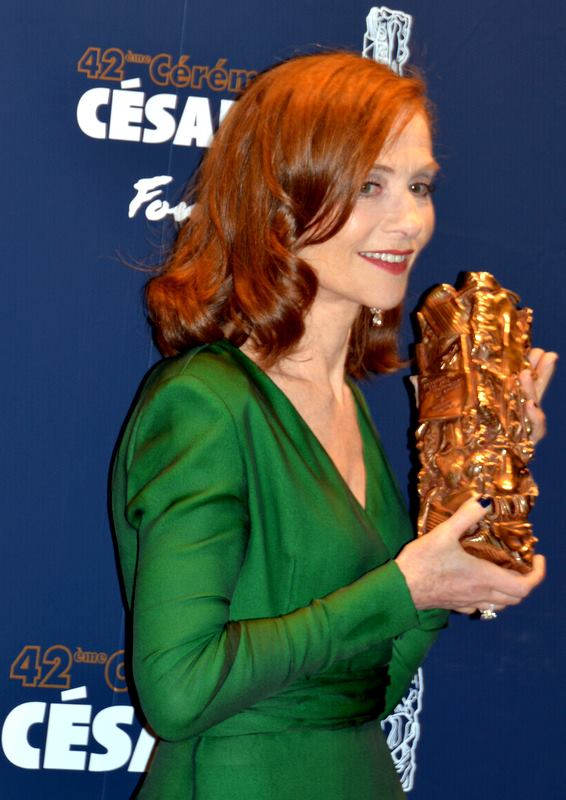
Isabelle Huppertová s Césarem pro nejlepší herečku
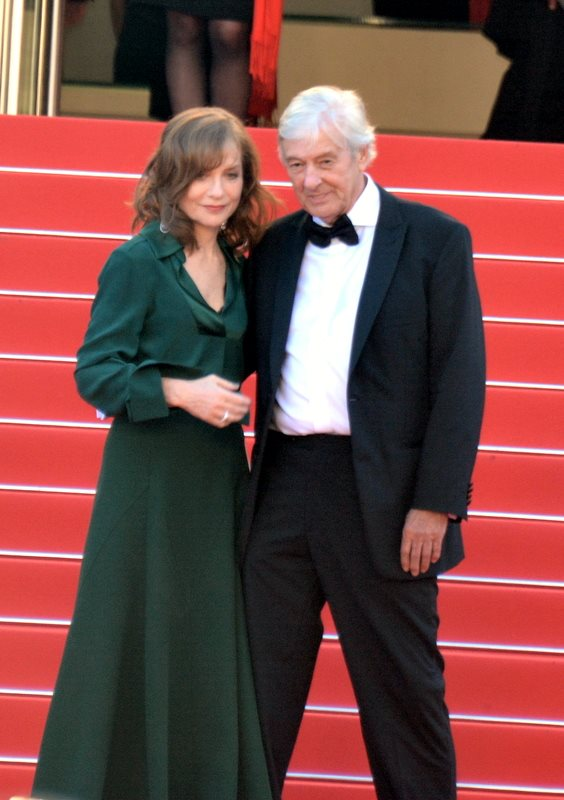
Huppertová a Verhoeven na premiéře v Cannes
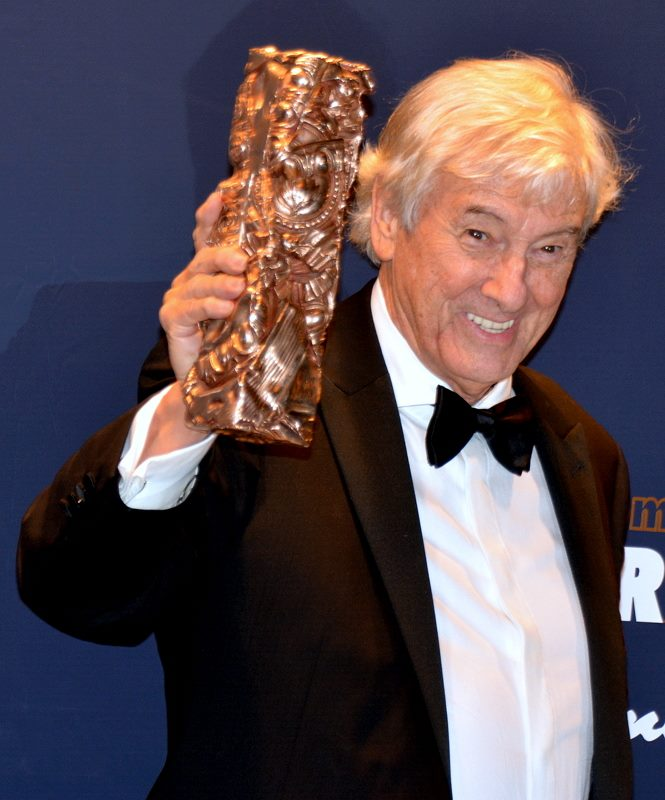
Paul Verhoeven s Césarem pro nejlepší film
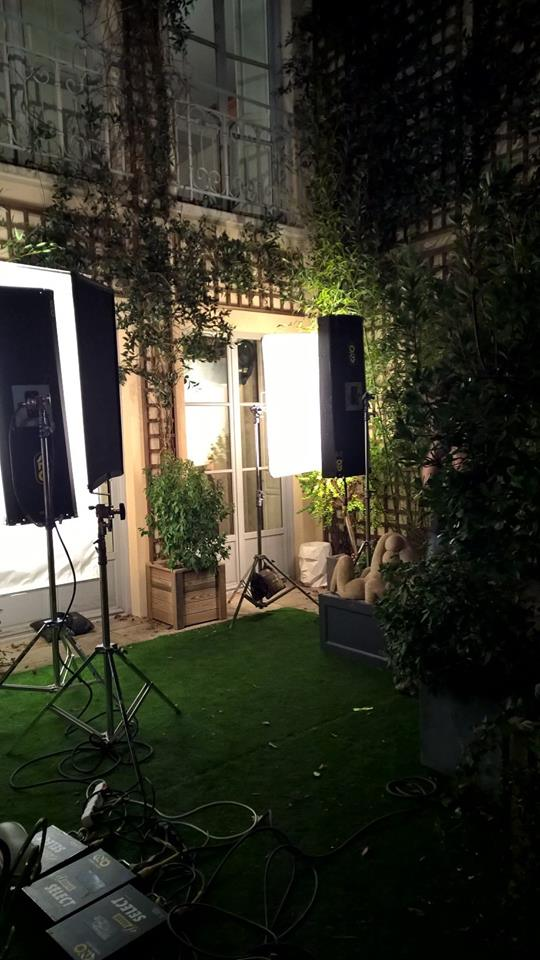
Exteriér při natáčení scény